# Pontelatone
Pontelatone là một đô thị ở tỉnh Caserta trong vùng Campania của Ý, có vị trí cách khoảng 40 km về phía bắc của Napoli và khoảng 15 km về phía tây bắc của Caserta. Tại thời điểm ngày 31 tháng 12 năm 2004, đô thị này có dân số 1.847 người và diện tích là 30,4 km².
Pontelatone giáp các đô thị: Bellona, Camigliano, Capua, Castel di Sasso, Formicola, Liberi, Roccaromana.